# DW News
DW News là chương trình thời sự quốc tế do đài truyền hình công cộng Đức Deutsche Welle (DW) sản xuất. Chương trình phát sóng lần đầu tiên vào mùa hè năm 2015.